# Anchicubaris scoriformis
Anchicubaris scoriformis is een pissebed uit de familie Armadillidae. De wetenschappelijke naam van de soort is voor het eerst geldig gepubliceerd in 1945 door Collinge.